# 1907 en arts plastiques
| Années des arts plastiques : 1904 - 1905 - 1906 - 1907 - 1908 - 1909 - 1910    |
| Décennies des arts plastiques : 1870 - 1880 - 1890 - 1900 - 1910 - 1920 - 1930 |

Cette page concerne l'année 1907 en arts plastiques.

## Événements

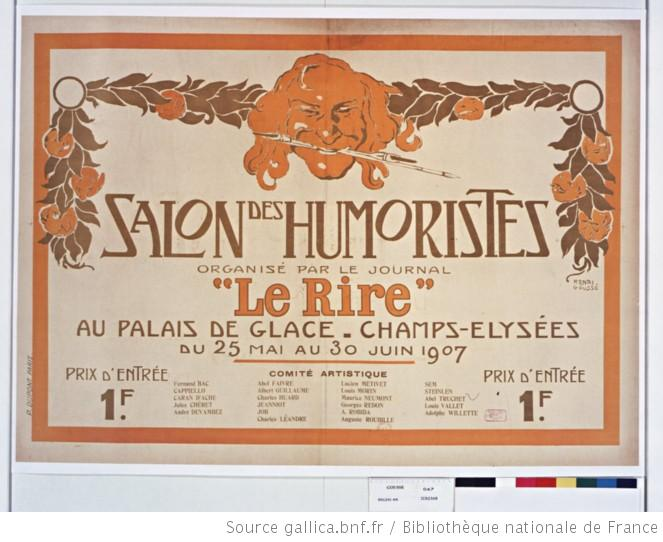
Affiche du premier Salon des humoristes, 1907

- Premier Salon des humoristes, Palais de glace des Champs-Élysées, Paris, mai-juin 1907.
- 28 août - 10 novembre : ouverture du Salon de Bruxelles de 1907[1].

## Œuvres
- Maisons à l'Estaque (1907-1908), de Georges Braque, déclaré premier tableau de la phase cézannienne du cubisme.
- Portrait d'Agnita Feis lisant la Bible, huile sur toile de Theo van Doesburg.
- La Sargantain, huile sur toile de Ramon Casas.

## Naissances
- 1er janvier : Jean Carzou, peintre, graveur et décorateur français d'origine arménienne († 12 août 2000),
- 16 janvier : Pierre Ambrogiani, peintre, graveur et sculpteur français († 23 septembre 1985),
- 4 février : Léopold Kretz, statuaire, dessinateur et peintre d'origine polonaise († 16 avril 1990),
- 9 février : Roger Vieillard, graveur et illustrateur français († 1er mars 1989),
- 16 février : Rolf Hirschland, peintre et dessinateur français d'origine allemande († 27 février 1972),
- 27 février : Véra Pagava, peintre géorgienne appartenant à la Nouvelle École de Paris († 25 mars 1988),
- ? février : Pierre Langlade, peintre français († 1972),
- 2 mars : Kai Fjell, peintre, scénographe et illustrateur norvégien († 10 janvier 1989),
- 5 mars : Zygmunt Haupt, écrivain et peintre polonais († 10 mai 1975),
- 12 mars : Jean Couty, peintre français († 14 mai 1991),
- 13 mars : Irène Klestova, peintre russe puis soviétique († 18 janvier 1988),
- 15 mars : Zareh Mutafian, peintre français d'origine arménienne († 11 mai 1980),
- 24 mars : Théodore Strawinsky, peintre russe devenu suisse († 16 mai 1989),
- 27 mars : Emilio Maria Beretta, peintre suisse († 1er juillet 1974),
- 28 mars : Jean-Claude Fourneau, peintre français († 9 octobre 1981),
- 1er avril : Lin Yushan, peintre aquarelliste taïwanais († 20 août 2004),
- 17 avril :
  - Paul Eliasberg, peintre, dessinateur et graveur franco-allemand († 1er octobre 1983),
  - Jules Henri Lengrand, peintre et graveur français († 12 janvier 2001),
- 23 avril : Fritz Wotruba, sculpteur autrichien († 28 août 1975),
- 29 avril : Hans Seiler, peintre suisse († 3 août 1986),
- 13 mai : Robert Humblot, peintre et illustrateur français († 14 mars 1962),
- 16 mai : René Morère, peintre français († 23 décembre 1942),
- 27 mai : Ernst Neumann, peintre et graveur canadien-hongrois († 19 mars 1956),
- 29 mai : Marcel Bouret, peintre et illustrateur français († 16 octobre 1986),
- 18 juin :
  - Sergueï Koliada, peintre russe puis soviétique († 16 août 1996),
  - Frithjof Schuon, métaphysicien, ésotériste, peintre et poète suisse († 5 mai 1998),
- 24 juin : Aimitsu, peintre japonais († 19 janvier 1946),
- 29 juin : Marcel Chassard, peintre et lithographe français († 17 octobre 1997),
- 6 juillet : Frida Kahlo, peintre mexicaine († 13 juillet 1954),
- 8 juillet : Petre Abrudan, peintre roumain († 18 mai 1979),
- 15 juillet : Anthime Mazeran, industriel et peintre français † 10 août 1986),
- 16 juillet : Rémy Duval, photographe puis peintre français († 2 août 1984),
- 17 juillet : Henri Mahé, peintre, décorateur et réalisateur français († 20 juin 1975),
- 27 juillet : Petar Lubarda, peintre serbe puis yougoslave († 13 février 1974),
- 29 juillet : Georges Dayez, peintre, graveur et lithographe français († 1991),
- 2 août : Lê Phổ, peintre vietnamien († 12 décembre 2001),
- 3 août : Paul Monnier, peintre suisse († 24 février 1982),
- ? août : Silvia de Bondini, peintre italienne († août 1982),
- 7 septembre : Alexandre Serebriakoff, peintre, aquarelliste et décorateur russe puis français († 10 janvier 1995),
- 9 septembre : Samson Flexor, peintre franco-brésilien († 31 juillet 1971),
- 11 septembre : Raymond Sigurd Fredriksen, peintre français († 10 juin 1986),
- 17 septembre : Camille Bryen, poète, peintre et graveur français († 8 mai 1977),
- 18 septembre : Alexis Hinsberger, peintre, lithographe et sculpteur français d'origine espagnole († 6 janvier 1996),
- 20 septembre : Jacques Cartier, peintre, sculpteur, dessinateur, graveur, médailleur, illustrateur et décorateur français († 17 octobre 2001),
- 22 septembre : Jacques Derrey, peintre et graveur français († 17 mai 1975),
- 26 septembre : Giuseppe Santomaso, peintre italien († 23 mai 1990),
- 27 septembre : Zhang Chongren, artiste et sculpteur chinois († 8 octobre 1998),
- 4 octobre : Sabine Hettner, peintre française d'origine allemande († 6 novembre 1986),
- 7 octobre : Pierre Simon, illustrateur, peintre et dessinateur français (° 7 octobre 1907 † 30 janvier 1999).
- 16 octobre :
  - Robert Micheau-Vernez, peintre, illustrateur, affichiste, céramiste et vitrailliste français († 8 juin 1989),
  - Louis Toffoli, peintre français († 18 février 1999),
- 19 octobre : Charles Pollaci, peintre et lithographe figuratif français († 29 juin 1988),
- 20 octobre : Mariam Aslamazian, peintre soviétique puis arménienne († 16 juillet 2006),
- 21 octobre : Níkos Engonópoulos, peintre et poète grec († 31 octobre 1985),
- 24 octobre : Bruno Munari, plasticien, peintre, sculpteur, dessinateur et designer italien († 30 septembre 1998),
- 1er novembre : Terence Cuneo, peintre britannique († 3 janvier 1996),
- 11 novembre : Edith Oppenheim-Jonas, peintre, dessinatrice et caricaturiste allemande naturalisée suisse († 22 mars 2001)
- 18 novembre :
  - Yves Brayer, peintre, graveur, illustrateur et décorateur de théâtre français († 29 mai 1990),
  - Roland-Marie Gérardin, peintre français († 21 février 1935),
- 22 novembre : 
  - Jo Berto, lithographe et imprimeur français († 25 juin 1978),
  - Georgette Guilbaud, peintre française († ?).
  - Dora Maar, photographe et peintre française († 16 juillet 1997),
- 30 novembre : Louis Toncini, peintre français († 27 décembre 2002),
- 6 décembre : Albert Chavaz, peintre suisse († 17 janvier 1990),
- 15 décembre : Dom Robert, moine bénédictin, tapissier, peintre et céramiste français († 10 mai 1997),
- 22 décembre : Louise Cottin, peintre française († 21 janvier 1974),

- ? :
  - Xavier Haas, peintre et graveur français († 13 octobre 1950),
  - Felicia Pacanowska, peintre et graveuse polonaise († 2002).

## Décès
- 4 janvier : Alfred Touchemolin, peintre, dessinateur et graveur français (° 9 novembre 1829),
- 20 janvier : Alphonse Angelin, peintre français (° 30 octobre 1815),
- 24 janvier : Félix-Joseph Barrias, peintre français (° 13 septembre 1822),
- 30 janvier : Alphonse Monchablon, peintre français (° 12 juin 1835),
- 31 janvier : Henry Cros, sculpteur, peintre, céramiste et maître verrier français (° 16 novembre 1840),
- 2 février : Rodolphe Julian, peintre français (° 13 juin 1839),
- 7 février : Louis Schoutteten, peintre français (° 10 mars 1833),
- 11 février : Alfred Beau, peintre, photographe, céramiste et conservateur de musée français (° 1829),
- 23 février : Augustin Marcotte de Quivières, peintre français (° 26 mai 1854),
- 25 février : Wilhelm von Diez, peintre et illustrateur allemand (° 17 janvier 1839),
- 14 mars :
  - Henry Somm, peintre, aquarelliste, dessinateur, graveur et caricaturiste français (° 29 février 1844),
  - Édouard Toudouze, peintre français (° 24 juillet 1848),
- 19 mars : Ferdinand Fagerlin, peintre suédois (° 5 février 1825),
- 26 mars :
  - Léon Richet, peintre français (° 15 avril 1843),
  - Ettore Roesler Franz, peintre italien (° 11 mai 1845),
- 5 mai : Eugène Girardet, peintre orientaliste français (° 31 mai 1853),
- 7 mai : Félix Régamey, peintre, dessinateur et caricaturiste français (° 7 août 1844),
- 21 mai : Jean-François Batut, peintre français (° 26 juin 1828),
- 24 mai : Zacharie Astruc, critique d’art, poète, peintre et sculpteur français (° 20 février 1833),
- 5 juin : Armand Cassagne, peintre, aquarelliste, lithographe et écrivain français (° 3 mai 1823).
- 10 juin : Numa Coste, peintre, critique d’art, journaliste et historien de l'art français (° 28 août 1843),
- 14 juin : Giuseppe Pellizza, peintre italien (° 28 juillet 1868),
- 16 juin : Carl Hummel, peintre et graveur allemand (° 31 août 1821),
- 19 juin : Léon Herbo, peintre belge (° 8 octobre 1850),
- 22 juin : Louis Roy, peintre et graveur français (° 22 juillet 1862),
- 4 juillet : Eugène Baudin, peintre français (° 23 décembre 1843),
- 16 juillet : Théobald Chartran, peintre français (° 20 juillet 1849),
- 24 juillet : Nicolae Grigorescu, peintre roumain (° 15 mai 1838),
- 25 juillet : Auguste Delâtre, peintre, graveur, illustrateur et imprimeur français (° 21 juillet 1822),
- 21 août : Eugène Lacheurié, compositeur et peintre français (° 7 juin 1831),
- 16 septembre : Julio Ruelas, peintre, graveur et illustrateur mexicain (° 21 juin 1870),
- 22 septembre : Félix Villé, peintre français (° 21 novembre 1819),
- 4 octobre : Alfredo Keil, compositeur, peintre et collectionneur d'art portugais (° 3 juillet 1850),
- 30 octobre : Đorđe Krstić, peintre réaliste serbe (° 19 avril 1851),
- 21 novembre : Paula Modersohn-Becker, peintre allemande (° 8 février 1876),
- 23 novembre : John Frederick Peto, peintre américain (° 21 mai 1854),
- 28 novembre : Stanisław Wyspiański, architecte, auteur de théâtre, poète et peintre polonais (° 15 janvier 1869),
- 29 novembre : Giovanni Gavazzeni, peintre italien (° 13 septembre 1841),
- 5 décembre : Charles Leickert, peintre belge (° 22 septembre 1816),
- 16 décembre :
  - Asai Chū, peintre de paysages japonais (° 21 juin 1856),
  - George Bottini, peintre, dessinateur et graveur français (° 1er février 1874),